# Harry Onderwater
Harry Onderwater (16 mei 1950 – 20 januari 2012) was een Nederlands specialist op het gebied van computercriminaliteit.
Onderwater begon in 1976 bij de gemeentepolitie van Amsterdam. Hij werkte op bureau Warmoesstraat, waar hij graag naar The Dubliners luisterde, en verplaatste zich in een kleine paars gespoten personenauto van het merk DAF die hij op de Zeedijk parkeerde. Zijn gevoel voor humor en zijn vermogen kwesties flexibel en op een onorthodoxe wijze af te handelen bleek bijvoorbeeld toen een piloot staande was gehouden omdat deze een snelheidsovertreding had begaan.
Na tien jaar werd Onderwater IT-specialist bij de afdeling Automatisering en Informatievoorziening van het korps. Onderwater deed dit werk er aanvankelijk bij, naast zijn eigenlijke werk als drugsbestrijder, omdat hij goed met computers overweg kon. Na enkele jaren als systeembeheerder voor het IRT Noord-Holland te hebben gewerkt, ging hij in 1990 bij de Centrale Recherche Informatiedienst (CRI) werken. In 1999 stapte hij over naar het bedrijfsleven en werd Corporate Security Manager bij KPMG.
Onderwater was een van de eerste Nederlandse specialisten op het gebied van computercriminaliteit. Hij was op het Utopia-bulletinboard van Felipe Rodriquez te vinden, waar hij de handle fridge gebruikte en met hackers in discussie ging, en leverde ook een bijdrage aan het tijdschrift Hack-Tic. Hij overleed op 61-jarige leeftijd.